# Томас де Берланга
Фрай Томас де Берланга (на испански: Tomas de Berlanga) е испански свещеник и пътешественик-изследовател, по-късно четвъртият епископ на Панама.

## Биография
Роден е през 1487 година в Берланга де Дуеро, провинция Сория, Испания.
През 1535 корабите, на които плава Томас де Берланга към Перу, поради противните насрещни ветрове се отклоняват от курса далеч на запад и на 10 март 1535 испанците откриват Галапагоските острови. Де Берланга изпраща писмо с информацията за откривателството на краля на Испания Карл V.
Друга интересна подробност от живота на испанския свещеник е това, че той първи пренася от Африка и започва да отглежда банани в Америка.
Умира на 18 август 1551 година в Берланга де Дуеро на 64-годишна възраст.